# Campionato mondiale giovanile di rugby 2014
Il campionato mondiale giovanile di rugby 2014 (2014 IRB Junior World Championship) fu il 7º campionato mondiale giovanile di rugby, competizione internazionale di rugby a 15 per squadre nazionali under 20.
L'evento, organizzato dall'International Rugby Board, si tenne in Nuova Zelanda dal 2 al 20 giugno 2014. La squadra vincitrice è stata l'Inghilterra che ha sconfitto in finale il Sudafrica con il punteggio di 21 a 20.

## Formula
La formula previde la disputa di tre gironi all'italiana di sola andata con classifica finale aggregata: di conseguenza il successivo seeding nella fase a playoff non dipendeva dalla posizione nel girone ma dai punti conquistati. Le quattro squadre meglio piazzate nel seeding disputarono i posti dal primo al quarto, le quattro ultime per i posti dal nono al dodicesimo, posizione questa che comporta la retrocessione nel Trophy; le altre quattro disputarono gli incontri per i posti dal quinto all'ottavo.

## Sedi
Per il campionato mondiale sono stati utilizzati tre stadi, uno a Pukekohe e due nella città di Auckland, tra i quali l'Eden Park dove si è disputata la finale
| Città    | Stadio           | Capienza |
| -------- | ---------------- | -------- |
| Auckland | Eden Park        | 60000    |
| Auckland | QBE Stadium      | 25000    |
| Pukekohe | ECOLight Stadium | 12000    |

## Squadre
| Girone | Squadra       | Partecipazioni | Edizione prec. |
| ------ | ------------- | -------------- | -------------- |
| A      | Inghilterra   | 7              | 1              |
| A      | Argentina     | 7              | 6              |
| A      | Australia     | 7              | 7              |
| A      | Italia        | 5              | NP             |
| B      | Galles        | 7              | 2              |
| B      | Francia       | 7              | 5              |
| B      | Irlanda       | 7              | 8              |
| B      | Figi          | 7              | 11             |
| C      | Sudafrica     | 7              | 3              |
| C      | Nuova Zelanda | 7              | 4              |
| C      | Samoa         | 5              | 9              |
| C      | Scozia        | 7              | 10             |

## Fase a gironi

### Girone A
| Arbitro: | Marius van der Westhuizen |

|                                    |      |                                           |
| Pieretto Heiland 30' Montagner 67' | mt   | Alaalatoa 25' Kellaway 49', 60' Lacey 64' |
| Fernández (2/2) 32', 68'           | tr   | McIntyre (2/4) 26', 61'                   |
| Fernández (1/1) 39'                | c.p. | McIntyre (4/5) 2', 11', 19', 71'          |

| Arbitro: | Angus Gardner |

|                                                                              |      |                  |
| Earle 12', 46', 48' Jones 21', 58' Chisholm 34', 51' Burns 66' Catchpole 74' | mt   |                  |
| Olver (5/7) 22', 47', 49', 52', 59' Burns (1/2) 67'                          | tr   |                  |
| Olver (2/2) 3', 9'                                                           | c.p. | Buscema (1/1) 7' |

| Arbitro: | Matt O'Brien |

|                                   |      |                                 |
| Ramirez 18' Ezcurra 44'           | mt   | Di Giulio 6' Bruno 37'          |
| Fernández (2/2) 19', 45'          | tr   | Buscema (2/2) 7', 38'           |
| Fernández (4/5) 3', 32', 54', 71' | c.p. | Buscema (4/7) 35', 43, 68', 75' |
|                                   | drop | Buscema 47'                     |

| Arbitro: | Ben O'Keeffe |

|                                          |      |                                          |
| Taylor 12', 18' Earle 31', 62' Jones 43' | mt   | Kellaway 5', 34' McIntyre 48'            |
| Burns (5/5) 13', 19', 32', 44', 63'      | tr   | McIntyre (2/2) 6', 49' Horwitz (1/1) 35' |
| Burns (1/2) 8'                           | c.p. | McIntyre (1/1) 26'                       |

| Arbitro: | Vlad Iordachescu |

|                                                    |      |                     |
| Kaitu'u 15' Haylett-Petty 20' Burton 39' Payne 51' | mt   |                     |
| Burton (3/4) 17', 22', 39'                         | tr   |                     |
| Burton (1/1) 35'                                   | c.p. | De Santis (1/1) 25' |

| Arbitro: | Joaquín Montes |

|                               |      |                               |
| Catchpole 54'                 | mt   | Boffelli 70'                  |
|                               | tr   | Fernandez (1/1) 70'           |
| Olver (4/4) 4', 21', 25', 79' | c.p. | Fernandez (3/5) 11', 24', 42' |

#### Classifica girone A
|  | Squadra     | G | V | N | P | P+  | P-  | P± | MF | MS | BP | PT |
|  | ----------- | - | - | - | - | --- | --- | -- | -- | -- | -- | -- |
|  | Inghilterra | 3 | 3 | 0 | 0 | 118 | 43  | 15 | 4  | 2  | 0  | 14 |
|  | Australia   | 3 | 2 | 0 | 1 | 89  | 58  | 11 | 7  | 2  | 0  | 10 |
|  | Italia      | 3 | 1 | 0 | 2 | 35  | 118 | 2  | 15 | 0  | 0  | 4  |
|  | Argentina   | 3 | 0 | 0 | 3 | 59  | 82  | 5  | 7  | 0  | 2  | 2  |

### Girone B
| Arbitro: | Akihisa Aso |

|                                                              |      |                                         |
| Howells 1' Benjamin 28', 66' meta tecnica 40', 52' Roach 81' | mt   | Robarobalevu 13' Tabualevu 34' Toga 78' |
| O'Brien (3/6) 40+1', 53', 68'                                | tr   | Mroisio (1/2) 35' Kurukava (1/1) 79'    |
| O'Brien (4/4) 5', 8', 11', 37'                               | c.p. |                                         |

| Arbitro: | Matt O'Brien |

|                     |      |                                 |
| Roux 30'            | mt   | Kelleher 35'                    |
| Serin (1/1) 32'     | tr   | Byrne (1/1) 36'                 |
| Serin (2/2) 9', 14' | c.p. | Byrne (1/2) 6' McKeon (1/1) 68' |
| Fajardo 35', 63'    | drop |                                 |

| Arbitro: | Vlad Iordachescu |

|                                                                                     |      |          |
| Daubagna 16' meta tecnica 44' Lespinasse 48' Fontaine 57' Courcoul 63' Bonneval 74' | mt   | Mudu 80' |
| Daubagna (2/5) 44', 58'                                                             | tr   |          |
| Daubagna (1/1) 37'                                                                  | c.p. |          |

| Arbitro: | Federico Anselmi |

|                                          |      |                                         |
| Morgan 20' meta tecnica 39' Benjamin 46' | mt   | Burke 4' Ringrose 11', 51' Kelleher 76' |
| O'Brien (3/3) 21', 40', 47'              | tr   | Byrne (3/4) 5', 12', 52'                |
|                                          | c.p. | Byrne (3/4) 24', 59', 72'               |

| Arbitro: | Alexandre Ruiz |

|                                                      |      |  |
| meta tecnica 31', 40', 67' Gaffney 49' McKeon 78'    | mt   |  |
| Ringrose (4/4) 32', 40+1', 50', 68' McKeon (1/1) 79' | tr   |  |
| Ringrose (1/2) 8'                                    | c.p. |  |

| Arbitro: | Marius van der Westhuizen |

|                          |      |                 |
| Williams 53'             | mt   |                 |
| O'Brien (1/1) 53'        | tr   |                 |
| O'Brien (2/3) 26', 40+1' | c.p. | Serin (1/1) 23' |

#### Classifica girone B
|  | Squadra | G | V | N | P | P+ | P-  | P± | MF | MS | BP | PT |
|  | ------- | - | - | - | - | -- | --- | -- | -- | -- | -- | -- |
|  | Irlanda | 3 | 2 | 0 | 1 | 86 | 40  | 10 | 4  | 2  | 1  | 11 |
|  | Galles  | 3 | 2 | 0 | 1 | 82 | 57  | 10 | 7  | 1  | 0  | 9  |
|  | Francia | 3 | 2 | 0 | 1 | 59 | 31  | 7  | 3  | 1  | 0  | 9  |
|  | Figi    | 3 | 0 | 0 | 3 | 24 | 123 | 4  | 17 | 0  | 0  | 0  |

### Girone C
| Arbitro: | Joacquín Montes |

|                                                                                       |    |             |
| Schoeman 17' Petersen 28' Greef 45', 79' Kriel 49', 74' Marx 56' Gelant 58' Davis 65' | mt | Farndale 5' |
| Pollard (7/8) 17', 29', 46', 50', 57', 59', 74' Du Plessis (1/1)                      | tr |             |

| Arbitro: | Federico Anselmi |

|                                                                                  |      |                          |
| Garden-Bachop 12', 48' Drummond 23' Peni 36' Li 72' Lienert-Brown 76' Harris 78' | mt   | Lee 40' Apa 59'          |
| Mo'unga (2/4) 24', 37' Hickey (3/3) 74', 77', 79'                                | tr   | Talataina Mu (1/2) 40+1' |
| Mo'unga 6' (1/1)                                                                 | c.p. |                          |

| Arbitro: | Angus Gardner |

|                                      |      |                                             |
| Farndale 37' Pecquer 51' Ritchie 72' | mt   | Habel Keuffner 24' Apa 43' Talataina Mu 47' |
|                                      | tr   | Talataina Mu (3/3) 25', 44', 48'            |
| Hutchinson (1/2) 19'                 | c.p. | Talataina Mu (2/2) 5', 69'                  |

| Arbitro: | Alexandre Ruiz |

|                                         |      |                                            |
| Li 13', 24', 78'                        | mt   | Kriel 32' Pollard 47' Greef 57' Gelant 71' |
| Hickey (2/2) 14', 25' Mo'unga (1/1) 78' | tr   | Pollard (2/4) 72'                          |
| Hickey (1/1) 36'                        | c.p. | Pollard (3/3) 7', 11', 31'                 |

| Arbitro: | Ben O'Keeffe |

|                        |      |                                       |
| Apa 31'                | mt   | Davis 37 Esterhuizen 63' Petersen 79' |
|                        | tr   | Pollard (3/3) 38', 64', 79'           |
| Talataina Mu (1/4) 40' | c.p. |                                       |

| Arbitro: | Akihisa Aso |

|                                                                                         |    |                |
| Sanders 11' Renton 15', 48' Jacobson 34' Mckenzie 58' Faiane 65' Aso 71' Fukofuka 80+1' | mt | Hoyland 76'    |
| Hickey (2/2) 12', 16' Mo'unga (5/6) 35', 49', 59', 72', 80+2'                           | tr | Lowe (1/1) 77' |

#### Classifica girone C
|  | Squadra       | G | V | N | P | P+  | P-  | P± | MF | MS | BP | PT |
|  | ------------- | - | - | - | - | --- | --- | -- | -- | -- | -- | -- |
|  | Sudafrica     | 3 | 3 | 0 | 0 | 115 | 37  | 16 | 5  | 2  | 0  | 14 |
|  | Nuova Zelanda | 3 | 2 | 0 | 1 | 126 | 52  | 18 | 7  | 2  | 0  | 10 |
|  | Samoa         | 3 | 1 | 0 | 2 | 47  | 87  | 6  | 13 | 0  | 0  | 4  |
|  | Scozia        | 3 | 0 | 0 | 3 | 30  | 142 | 5  | 20 | 0  | 0  | 0  |

### Classifica aggregata e seeding
|    | Squadra       | G | V | N | P | P+  | P-  | P±   | MF | MS | BP | PT |
| -- | ------------- | - | - | - | - | --- | --- | ---- | -- | -- | -- | -- |
| 1  | Sudafrica     | 3 | 3 | 0 | 0 | 115 | 37  | +78  | 16 | 5  | 2  | 14 |
| 2  | Inghilterra   | 3 | 3 | 0 | 0 | 118 | 43  | +75  | 15 | 4  | 2  | 14 |
| 3  | Irlanda       | 3 | 2 | 0 | 1 | 86  | 40  | +46  | 10 | 4  | 3  | 11 |
| 4  | Nuova Zelanda | 3 | 2 | 0 | 1 | 126 | 52  | +74  | 18 | 7  | 2  | 10 |
| 5  | Australia     | 3 | 2 | 0 | 1 | 89  | 58  | +31  | 11 | 7  | 2  | 10 |
| 6  | Galles        | 3 | 2 | 0 | 1 | 82  | 57  | +25  | 10 | 7  | 1  | 9  |
| 7  | Francia       | 3 | 2 | 0 | 1 | 59  | 31  | +28  | 7  | 3  | 1  | 9  |
| 8  | Samoa         | 3 | 1 | 0 | 2 | 47  | 87  | –40  | 6  | 13 | 0  | 4  |
| 9  | Italia        | 3 | 1 | 0 | 2 | 35  | 118 | -83  | 2  | 15 | 0  | 4  |
| 10 | Argentina     | 3 | 0 | 0 | 3 | 59  | 82  | –23  | 5  | 7  | 2  | 2  |
| 11 | Figi          | 3 | 0 | 0 | 3 | 24  | 123 | –99  | 4  | 17 | 0  | 0  |
| 12 | Scozia        | 3 | 0 | 0 | 3 | 30  | 142 | –112 | 5  | 20 | 0  | 0  |

## Fase Finale

### Posti dal 9º al 12º
|  | Semifinali 9º/12º posto | Semifinali 9º/12º posto | Semifinali 9º/12º posto |        |           | Finale 9º/10º posto  | Finale 9º/10º posto  | Finale 9º/10º posto  |  |
|  |                         |                         |                         |        |           |                      |                      |                      |  |
|  | Argentina               | Argentina               | 38                      |        |           |                      |                      |                      |  |
|  | Argentina               | Argentina               | 38                      |        |           |                      |                      |                      |  |
|  | Figi                    | Figi                    | 12                      |        |           |                      |                      |                      |  |
|  | Figi                    | Figi                    | 12                      |        | Argentina | Argentina            | 41                   |                      |  |
|  |                         |                         |                         |        | Argentina | Argentina            | 41                   |                      |  |
|  |                         |                         | Scozia                  | Scozia | 21        |                      |                      |                      |  |
|  | Italia                  | Italia                  | Scozia                  | Scozia | 21        | 18                   |                      |                      |  |
|  | Italia                  | Italia                  |                         |        |           | 18                   |                      |                      |  |
|  | Scozia                  | Scozia                  | 21                      |        |           | Finale 11º/12º posto | Finale 11º/12º posto | Finale 11º/12º posto |  |
|  | Scozia                  | Scozia                  | 21                      |        |           |                      |                      |                      |  |
|  |                         |                         |                         |        |           |                      |                      |                      |  |
|  |                         |                         |                         |        |           | Figi                 | Figi                 | 17                   |  |
|  |                         |                         |                         |        |           | Figi                 | Figi                 | 17                   |  |
|  |                         |                         |                         |        |           | Italia               | Italia               | 22                   |  |

#### Semifinali
| Arbitro: | Ben O'Keefe |

|                                                                    |      |                    |
| meta tecnica 13' Alvarez 35' Gigena 56' Schulz 60' Bazan Velez 77' | mt   | Lagi 64' Vueti 75' |
| Fernandez (2/5) 13', 78'                                           | tr   | Vueti (1/1) 76'    |
| Fernandez (3/3) 23', 33', 39'                                      | c.p. |                    |

| Arbitro: | Joaquín Montes |

|                               |      |                                     |
| Di Giulio 34' Giammarioli 68' | mt   | Ritchie 43' Irvine-Hess 54' Rae 59' |
| Buscema (1/2) 69'             | tr   | Hutchinson (3/3) 46', 55', 60'      |
| Buscema (2/4) 4', 21'         | c.p. |                                     |

#### Finale per l'11º posto
| Arbitro: | Vlad Iordachescu |

|                                    |      |                                                      |
| Kurukava 46' Mudu 80+1'            | mt   | Parisotto 14' Cornelli 32' Daniele 54' Di Giulio 73' |
| Fraser (1/1) 47' Vueti (1/1) 80+1' | tr   | Buscema (1/2) 33'                                    |
| Fraser (1/2) 20'                   | c.p. |                                                      |

#### Finale per il 9º posto
| Arbitro: | Anugs Gardner |

|                                                     |      |                                          |
| Lezana 20' Montagner 30' Fernandez 69' Boffelli 79' | mt   | Bradbury 35' MacDonald 45' Lowe 64'      |
| Fernandez (3/4) 21', 31', 70'                       | tr   | Hutchinson (2/2) 36', 46' Lowe (1/1) 65' |
| Fernandez (5/7) 10', 26', 34', 57', 78'             | c.p. |                                          |

### Posti dal 5º all'8º
|  | Semifinali 5º/8º posto | Semifinali 5º/8º posto | Semifinali 5º/8º posto |         |           | Finale 5º/6º posto | Finale 5º/6º posto | Finale 5º/6º posto |  |
|  |                        |                        |                        |         |           |                    |                    |                    |  |
|  | Australia              | Australia              | 53                     |         |           |                    |                    |                    |  |
|  | Australia              | Australia              | 53                     |         |           |                    |                    |                    |  |
|  | Samoa                  | Samoa                  | 16                     |         |           |                    |                    |                    |  |
|  | Samoa                  | Samoa                  | 16                     |         | Australia | Australia          | 34                 |                    |  |
|  |                        |                        |                        |         | Australia | Australia          | 34                 |                    |  |
|  |                        |                        | Francia                | Francia | 27        |                    |                    |                    |  |
|  | Galles                 | Galles                 | Francia                | Francia | 27        | 18                 |                    |                    |  |
|  | Galles                 | Galles                 |                        |         |           | 18                 |                    |                    |  |
|  | Francia                | Francia                | 19                     |         |           | Finale 7º/8º posto | Finale 7º/8º posto | Finale 7º/8º posto |  |
|  | Francia                | Francia                | 19                     |         |           |                    |                    |                    |  |
|  |                        |                        |                        |         |           |                    |                    |                    |  |
|  |                        |                        |                        |         |           | Samoa              | Samoa              | 3                  |  |
|  |                        |                        |                        |         |           | Samoa              | Samoa              | 3                  |  |
|  |                        |                        |                        |         |           | Galles             | Galles             | 20                 |  |

#### Semifinali
| Arbitro: | Marius van der Westhuizen |

|                                                                  |      |                                         |
| Kellaway 8', 17', 24', 57' Lacey 13', 49' Stewart 43' Foketi 64' | mt   | Luamanu 70' Fa'aso'o 78'                |
| McIntyre (5/7) 14', 18', 25', 44', 58'                           | tr   |                                         |
| McIntyre (1/1) 5'                                                | c.p. | Fagasua (1/1) 3' Talataina Mu (1/1) 39' |

| Arbitro: | Matt O'Brien |

|                       |      |                                  |
| Dixon 19' Morgan 31'  | mt   | Thomas 2' Raynaud 37' Singer 67' |
| O'Brien (1/2) 20'     | tr   | Serin (2/3) 3', 69'              |
| O'Brien (2/4) 5', 47' | c.p. |                                  |

#### Finale per il 7º posto
| Arbitro: | Akihisa Aso |

|                              |      |                        |
| Howells 6' Benjamin 20', 64' | mt   |                        |
| Davies (1/3) 65'             | tr   |                        |
| Davies (1/2) 25'             | c.p. | Talataina Mu (1/1) 14' |

#### Finale per il 5º posto
| Arbitro: | Federico Anselmi |

|                                 |      |                                               |
| Blanc 2' Hamdaoui 9' Mignot 28' | mt   | McMahon 16', 20' Kellaway 45', 56' Scoble 76' |
| Serin (3/3) 3', 10', 29'        | tr   | McIntyre (3/4) 17', 21', 46'                  |
| Serin (1/3) 14'                 | c.p. | Burton (1/1) 80'                              |
| Fajardo 50'                     | drop |                                               |

### Posti dal 1º al 4º
|  | Semifinali 1º/4º posto | Semifinali 1º/4º posto | Semifinali 1º/4º posto |           |             | Finale             | Finale             | Finale             |  |
|  |                        |                        |                        |           |             |                    |                    |                    |  |
|  | Inghilterra            | Inghilterra            | 42                     |           |             |                    |                    |                    |  |
|  | Inghilterra            | Inghilterra            | 42                     |           |             |                    |                    |                    |  |
|  | Irlanda                | Irlanda                | 15                     |           |             |                    |                    |                    |  |
|  | Irlanda                | Irlanda                | 15                     |           | Inghilterra | Inghilterra        | 21                 |                    |  |
|  |                        |                        |                        |           | Inghilterra | Inghilterra        | 21                 |                    |  |
|  |                        |                        | Sudafrica              | Sudafrica | 20          |                    |                    |                    |  |
|  | Sudafrica              | Sudafrica              | Sudafrica              | Sudafrica | 20          | 32                 |                    |                    |  |
|  | Sudafrica              | Sudafrica              |                        |           |             | 32                 |                    |                    |  |
|  | Nuova Zelanda          | Nuova Zelanda          | 25                     |           |             | Finale 3º/4º posto | Finale 3º/4º posto | Finale 3º/4º posto |  |
|  | Nuova Zelanda          | Nuova Zelanda          | 25                     |           |             |                    |                    |                    |  |
|  |                        |                        |                        |           |             |                    |                    |                    |  |
|  |                        |                        |                        |           |             | Irlanda            | Irlanda            | 23                 |  |
|  |                        |                        |                        |           |             | Irlanda            | Irlanda            | 23                 |  |
|  |                        |                        |                        |           |             | Nuova Zelanda      | Nuova Zelanda      | 45                 |  |

#### Semifinali
| Arbitro: | Angus Gardner |

|                                                                    |      |                          |
| Sloan 8' Hobbs-Awoyemi 21' Packman 27' Woolstencroft 33' Jones 54' | mt   | Ringrose 50' Wootton 68' |
| Burns (4/5) 9', 22', 28', 34'                                      | tr   | Byrne (1/1) 50'          |
| Burns (2/2) 4', 12'                                                | c.p. | Byrne (1/1) 19'          |
| Packman 48'                                                        | drop |                          |

| Arbitro: | Federico Anselmi |

|                                                  |      |                         |
| Pollard 15' Petersen 51' Esterhuizen 70' Els 78' | mt   | Faiva 4' Li 32' Aso 66' |
| Pollard (3/4) 16', 52', 79'                      | tr   | McKenzie (2/2) 33', 67' |
| Pollard (2/3) 40', 57'                           | c.p. | McKenzie (2/2) 30', 42' |

#### Finale per il 3º posto
| Arbitro: | Alexandre Ruiz |

|                                |      |                                                                 |
| meta tecnica 23' Heffernan 32' | mt   | Li 8', 29' Mo'unga 20', 72' Tucker 50' Drummond 67' Boshler 79' |
| Byrne (2/2) 24', 33'           | tr   | McKenzie (5/7) 9', 21', 30', 68', 73'                           |
| Byrne (3/3) 10', 15', 28'      | c.p. |                                                                 |

#### Finale
| Arbitro: | Ben O'Keefe |

|                                       |      |                        |
| Earle 39' Conlon 52'                  | mt   | Kriel 20', 64'         |
| Burns (1/2) 53'                       | tr   | Pollard (2/2) 21', 65' |
| Burns (2/3) 17', 44' Morris (1/1) 37' | c.p. | Pollard (2/2) 14', 46' |